# Vernon Lyman Kellogg

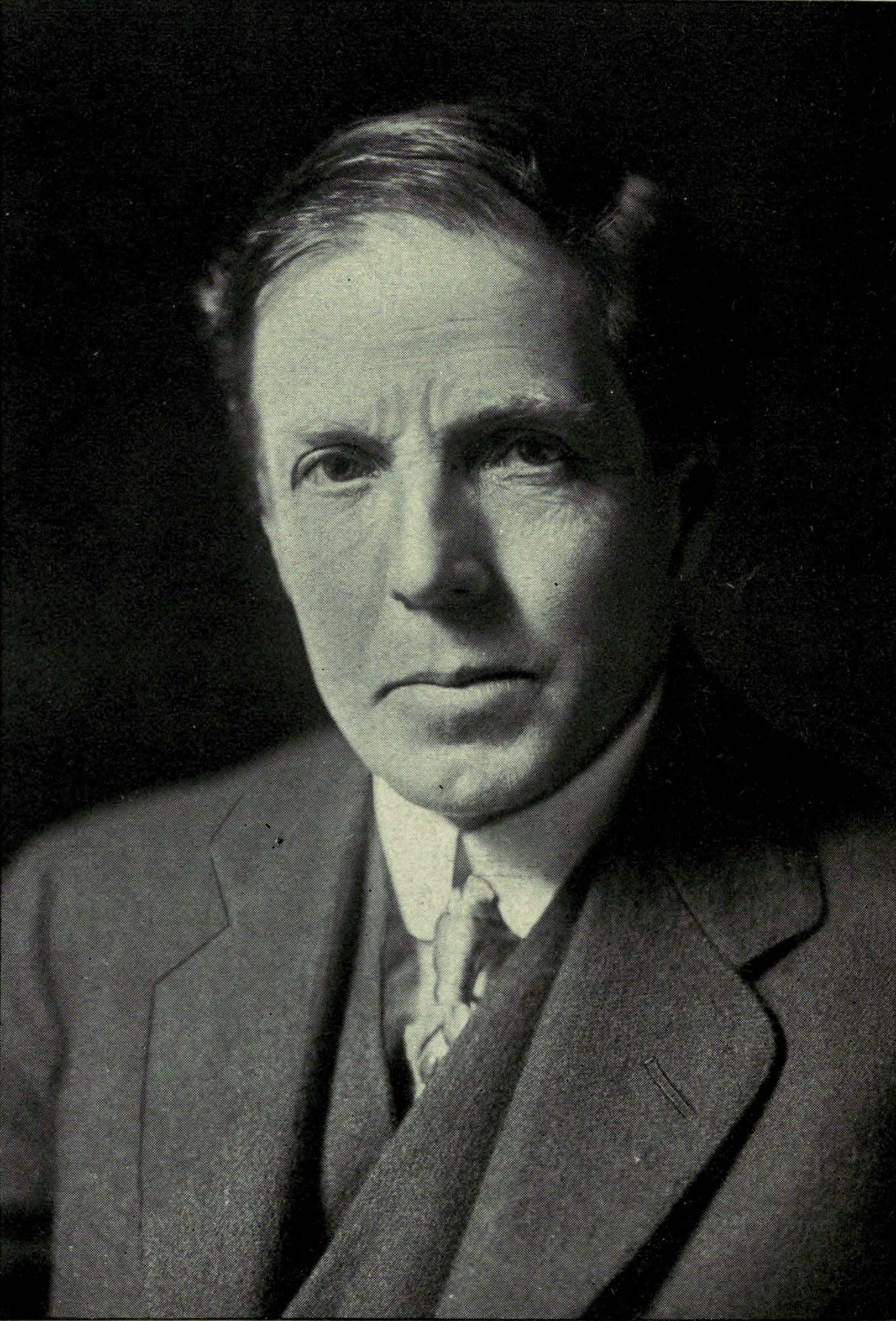
Vernon Lyman Kellogg

Vernon Lyman Kellogg, född 1 december 1867 i Emporia, Kansas, död 8 augusti 1937 i Hartford, Connecticut, var en amerikansk zoolog.

## Akademisk karriär
Efter studier vid University of Kansas och Leipzigs universitet blev Kellogg docent i entomologi vid University of Kansas 1893. Året därpå gick han vidare till Stanford University där han 1896 utnämndes till professor i entomologi, en tjänst han innehade fram till 1920. Åren 1915-1916, då första världskriget pågick, avbröt han tillfälligt sin akademiska karriär för att istället tjänstgöra som chef för hjälporganisationen American Committee for Relief of the Belgians verksamhet i Bryssel.

## Utmärkelser
Kellogg tilldelades flera ordnar som erkänsla för sin forskning och sitt internationella arbete, bland annat den franska hederslegionen och belgiska Leopoldsorden.
Ett krigsfartyg byggt under andra världskriget (ett så kallat "Liberty ship") uppkallades efter Vernon L. Kellogg.